# Antagonisty receptora wazopresyny
Antagonisty receptora wazopresyny, waptany – leki działające za pośrednictwem receptorów dla wazopresyny. Uważa się, że mogą być skuteczne w leczeniu hiponatremii, zastoinowej niewydolności serca, a także marskości wątroby.
Przykłady:
- nieselektywne (działają na receptory V1a/V2)
  - koniwaptan
- V1a-selektywne
  - relkowaptan
- V1b-selektywne
  - SSR-149,415
- V2-selektywne
  - liksiwaptan
  - mozawaptan
  - satawaptan
  - tolwaptan